# Igor Plotnickij
Igor Venědiktovič Plotnickij (rusky И́горь Венеди́ктович Плотни́цкий, ukrajinsky Ігор Венедиктович Плотницький; * 24. června 1964) je státním a vojenským představitelem samozvané separatistické Luhanské lidové republiky, uznané pouze Ruskou federací, Doněckou lidovou republikou a Jižní Osetií (od února 2022). Od 4. listopadu 2014 je hlavou LLR (s plněním povinností od 14. srpna 2014). Byl předsedou Rady ministrů LLR (od 20. srpna do 26. srpna 2014), ministrem obrany LLR (od 23. května do 14. srpna 2014). Je majorem v záloze.

## Životopis
Narodil se 24. června 1964 v sídle městského typu Kelmenci v Černovické oblasti Ukrajinské SSR.
Od roku 1982 do roku 1991 sloužil v Ozbrojených silách SSSR. V roce 1987 dokončil Penzenské vyšší dělostřelecké ženijní učiliště hlavního maršála dělostřelectva N. N. Voronova. Službu již ukončil, v současnosti[kdy?] je majorem v záloze.